# Lundarreykjadalur
Lundarreykjadalur är en dal i republiken Island. Den ligger i regionen Västlandet, i den västra delen av landet. Lundarreykjadalur är en 28 kilometer lång och smal dalgång. Den delas upp i två delar på var sin sida av åsarna Skorradalsháls och Lundarháls. Dalen är gräsbevuxen men sumpig.